# Dave Deutsch
David Deutsch, detto Dave (Brooklyn, 13 maggio 1945), è un ex cestista statunitense, professionista nella NBA.

## Carriera
Venne selezionato dai New York Knicks al dodicesimo giro del Draft NBA 1966 (98ª scelta assoluta).